# Clara Bünger
Clara Bünger (nascida a 4 de julho de 1986) é uma jurista e política alemã (A Esquerda) que serve como membro do Bundestag desde 2022.

## Infância e educação
Bünger nasceu em Oldenburg em 1986 e cresceu em Freiburg. Ela estudou Ciência Política na Universidade de Leipzig de 2005 a 2012, quando terminou seu primeiro Staatsexam.

## Carreira política
Em 2021, Bünger foi candidata pelo círculo eleitoral de Erzgebirgskreis I, contudo foi derrotada por Thomas Dietz.
Em 2022, Bünger entrou para o Bundestag depois de Katja Kipping ter renunciado ao cargo para ingressar no governo estadual de Berlim.